# پاسکال ترینکه
پاسکال ترینکه (فرانسوی: Pascale Trinquet‎؛ زادهٔ ۱۱ اوت ۱۹۵۸) شمشیرباز اهل فرانسه است.
وی در مسابقات کشوری و بین‌المللی در مجموع برندهٔ ۲ مدال طلا، ۱ مدال برنز شده‌است.